# Schumann-Heink Corona
La Schumann-Heink Corona è una struttura geologica della superficie di Venere.